# مرد مصور (فیلم)
مرد مصور (انگلیسی: The Illustrated Man) فیلمی در ژانر علمی–تخیلی است که در سال ۱۹۶۹ منتشر شد. از بازیگران آن می‌توان به راد استایگر و کلیر بلوم اشاره کرد.